# ۸۶۹ (میلادی)
۸۶۹ (میلادی) هشتصد و شصت و نهمین سال تقویم میلادی است.

## زادگان
- مهدی موعود

## درگذشتگان
‎